# Phaeohelotium geogenum
Phaeohelotium geogenum är en svampart som först beskrevs av Mordecai Cubitt Cooke, och fick sitt nu gällande namn av Svrcek & Matheis 1979. Phaeohelotium geogenum ingår i släktet Phaeohelotium och familjen Helotiaceae.   Inga underarter finns listade i Catalogue of Life.